# Chaetopsylla gracilis
Chaetopsylla gracilis är en loppart som beskrevs av Lewis 1971. Chaetopsylla gracilis ingår i släktet Chaetopsylla och familjen grävlingloppor. Inga underarter finns listade i Catalogue of Life.